# Area di libero scambio dell'ASEAN e della Cina
L'Area di libero scambio dell'ASEAN e della Cina (in inglese: ASEAN–China Free Trade Area, abbreviato in ACFTA) è un'area di libero scambio fra la Repubblica Popolare Cinese e i dieci Paesi membri dell'ASEAN, che a loro volta sono una partnership economica e un'area di libero scambio detta AFTA. I dieci paesi membri sono: Filippine, Indonesia, Malaysia, Singapore, Thailandia, Brunei, Vietnam, Birmania, Laos, Cambogia.
Dopo l'Unione europea e il NAFTA, è la terza area di libero scambio più grande al mondo, che insiste su un bacino potenziale di 1,9 miliardi di persone. I membri dell'ASEAN rappresentano complessivamente 650 milioni di persone. La sola Indonesia ospita più del 40% della popolazione interessata dall'accordo rispetto al quale gli indonesiani hanno manifestato il più ampio e accorato dissenso.
Al 2015, la Cina era il primo partner commerciale dell'ASEAN con un interscambio del valore di 346 miliardi di dollari. L'ASEAN ha accordi di libero scambio pure con la Corea del Sud (AKFTA), il Giappone (AJCEP), l'India (AIFTA) e l'Australia e la Nuova Zelanda in coppia (AANZFTA).

## Storia
Nel 2000, a otto anni dalla costituzione dell'Asean Free Trade Area (AFTA), la Cina avanzò la proposta di creare una zona di libero scambio estesa anche alla Repubblica Popolare. La proposta fu approvata nell'Emirato del Brunei, dopo vari round di trattative multilaterali che erano durati alcuni mesi.
L'atto ufficiale fu finalizzato il 4 novembre 2002 a Phnom Penh, in Cambogia, alla presenza di undici Capi di Stato e di governo: Hassanal Bolkiah (primo firmatario, Sultano del Brunei), Hun Sen (primo ministro della Cambogia), Megawati Soekarnoputri (Presidente dell'Indonesia), Bounnhang Vorachith (primo ministro del Laos), Mahathir Mohamad (primo ministro della Malaysia), Than Shwe (primo ministro della Birmania), Gloria Macapagal-Arroyo (presidente delle Filippine), Goh Chok Tong (primo ministro di Singapore), Thaksin Shinawatra (primo ministro della Thailandia), Phan Văn Khải (primo ministro del Vietnam), Zhu Rongji (vertice del Consiglio di Stato della Repubblica popolare cinese).
L'accordo disponeva disponeva una fase iniziale di attuazione durante la quale i primi sei Paesi firmatari avrebbero dovuto provvedere a eliminare dazi e dogane sul 90% dei loro prodotti entro il 2010.  Tra il 2003 e il 2008, il commercio fra i membri dell'ASEAN aumentò da 59,6 a 192,5 miliardi di dollari. La crescita del dragone cinese nel XXI secolo ha portato a un aumento degli investimenti stranieri nella cosiddetta "rete del bambù", una rete di imprese cinesi d'Oltreoceano che operano nei mercati del sud-est asiatico condividendo stretti legami familiari e culturali.  Nel 2008, il Prodotto Interno Lordo dei membri dell'ASEAN e della Repubblica Popolare Cinese totalizzava la cifra record di sei trilioni di dollari, che salgono a 11 se i dati nominali si confrontano invece a parità di potere d'acquisto.
Conseguito l'obbiettivo prefissato per i primi sei firmatari entro il 2010, anche i paesi CLMV (Cambogia, Laos, Myanmar e Vietnam) si impegnare a implementare la medesima politica doganale nei loro ordinamenti interni entro il quinquennio successivo. Nel 2010, l'area di libero scambio ASEAN-Cina diventò la terza area di libero scambio più grande al mondo, in termini di popolazione, di PIL nominale e di volumi di interscambio commerciale, preceduta soltanto dallo Spazio economico europeo e dal NAFTA.
Il 1º gennaio 2010, l'aliquota tariffaria media sulle esportazioni cinesi nei Paesi dell'ASEAN era diminuita dal 12,8 allo 0,6%, in attesa della fine del processo di abbattimento delle barriere doganali e di liberalizzazione degli scambi. Simmetricamente, l'aliquota tariffaria media per le esportazioni dall'ASEAN in Cina era scesa dal 9,8 allo 0,1%. Al 2015, l'interscambio commerciale di merci dell'ASEAN con la Cina aveva superato i 346,5 miliardi di dollati (pari ad una quota del 15,2% delle esportazioni dell'ASEAN), mentre il trattato ACFTA aveva accelerato significativamente la velocità di crescita degli investimenti diretti di provenienza cinese, nonché la cooperazione bilaterale fra le due parti contraenti.
L'accordo di libero scambio azzerò le tariffe doganali su 7.881 categorie di prodotti, in valore pari ad una quota del 90% delle merci importate. Tale riduzione è entrata in vigore in Cina e nei sei membri originali dell'ASEAN: Brunei, Indonesia, Malesia, Filippine, Singapore e Tailandia. I restanti quattro Paesi sierano impegnati a ultimare il loro adeguamento agli accordi entro il 2015.
La maggior parte degli emendamenti fu introdotta a favore del blando regime di protezione doganale che era vigente nel Vietnam, indicando una timeline di adeguamento anche per questo Stato membro.